# Ганна Фальк
Ганна Фальк (5 липня 1989 , Ульрісегамн (комуна), Ельвсборг ) - шведська лижниця, учасниця Олімпійських ігор 2010 і 2018 років, переможниця етапів Кубка світу. Спеціалізується на спринті.

## Спортивна кар'єра
У Кубку світу Фальк дебютувала 2007 року, а в грудні 2009-го здобула свою першу перемогу на етапі Кубка світу. Загалом шістнадцять разів потрапляла на п'єдестал пошани на етапах Кубка світу, одинадцять разів в особистих дисциплінах і п'ять - у командних. Найкраще досягнення Фальк у загальному заліку Кубка світу - 20-ті місця в сезонах 2009-2010, 2016-2017 і 2017-2018.
На Олімпіаді-2010 у Ванкувері посіла 29-те місце в спринті.
За свою кар'єру взяла участь у чотирьох чемпіонатах світу, найкращі досягнення: 4-те місце в спринті 2017 року.
Використовує лижі та черевики виробництва фірми Atomic.

## Результати за кар'єру
Усі результати наведено за даними Міжнародної федерації лижного спорту.

### Олімпійські ігри
| Рік  | Вік | 10 км індивідуальні пер. | 15 км скіатлон | 30 км мас-старт | Спринт | 4 × 5 км естафета | Командна першість спринт |
| ---- | --- | ------------------------ | -------------- | --------------- | ------ | ----------------- | ------------------------ |
| 2010 | 20  | —                        | —              | —               | 29     | —                 | —                        |
| 2018 | 28  | 21                       | —              | —               | 5      | —                 | —                        |

### Чемпіонати світу
| Рік  | Вік | 10 км індивідуальні пер. | 15 км скіатлон | 30 км мас-старт | Спринт | 4 × 5 км естафета | Командна першість спринт |
| ---- | --- | ------------------------ | -------------- | --------------- | ------ | ----------------- | ------------------------ |
| 2011 | 21  | —                        | —              | —               | 11     | —                 | —                        |
| 2015 | 25  | —                        | —              | —               | Диск.  | —                 | —                        |
| 2017 | 27  | 15                       | —              | —               | 4      | —                 | —                        |
| 2019 | 29  | —                        | —              | —               | 13     | —                 | —                        |

### Кубки світу

#### Підсумкові місця в Кубку світу за роками
| Сезон | Вік | Місце в дисципліні | Місце в дисципліні | Місце в дисципліні | Місце в Скі Тур | Місце в Скі Тур | Місце в Скі Тур | Місце в Скі Тур   | Місце в Скі Тур |
| Сезон | Вік | Загалом            | Дистанція          | Спринт             | Nordic Opening  | Тур де Скі      | Скі Тур 2020    | Фінал Кубка світу | Скі Тур Канада  |
| ----- | --- | ------------------ | ------------------ | ------------------ | --------------- | --------------- | --------------- | ----------------- | --------------- |
| 2007  | 17  | НК                 | —                  | НК                 | Н/Д             | —               | Н/Д             | Н/Д               | Н/Д             |
| 2010  | 20  | 20                 | НК                 | 5                  | Н/Д             | —               | Н/Д             | 40                | Н/Д             |
| 2011  | 21  | 33                 | НК                 | 10                 | НФ              | —               | Н/Д             | НФ                | Н/Д             |
| 2012  | 22  | 111                | —                  | 77                 | —               | —               | Н/Д             | —                 | Н/Д             |
| 2013  | 23  | 81                 | —                  | 48                 | —               | —               | Н/Д             | —                 | Н/Д             |
| 2014  | 24  | 63                 | —                  | 35                 | —               | —               | Н/Д             | —                 | Н/Д             |
| 2015  | 25  | 31                 | НК                 | 8                  | 59              | Н/Д             | Н/Д             | Н/Д               | Н/Д             |
| 2016  | 26  | 26                 | 37                 | 11                 | 17              | НФ              | Н/Д             | Н/Д               | 32              |
| 2017  | 27  | 20                 | 41                 | 3                  | 34              | —               | Н/Д             | 32                | Н/Д             |
| 2018  | 28  | 20                 | 55                 | 4                  | 26              | —               | Н/Д             | 25                | Н/Д             |
| 2019  | 29  | 44                 | 76                 | 20                 | НФ              | —               | Н/Д             | —                 | Н/Д             |
| 2020  | 30  | 124                | —                  | 91                 | —               | —               | —               | —                 | Н/Д             |
| 2021  | 31  | 64                 | —                  | 38                 | —               | —               | Н/Д             | —                 | Н/Д             |

#### П'єдестали в особистих дисциплінах
- 4 перемоги – (3 КС, 1 ЕКС)
- 11 п'єдесталів – (8 КС, 3 ЕКС)

| №  | Сезон   | Дата            | Місце пров.             | Перегони        | Рівень           | Місце |
| -- | ------- | --------------- | ----------------------- | --------------- | ---------------- | ----- |
| 1  | 2009–10 | 5 грудня 2009   | Дюссельдорф (Німеччина) | 0,8 км спринт В | Кубок світу      | 1-ше  |
| 2  | 2009–10 | 17 січня 2010   | Отепяе (Естонія)        | 1,2 км спринт К | Кубок світу      | 1-ше  |
| 3  | 2010–11 | 15 січня 2011   | Ліберець (Чехія)        | 1,3 км спринт В | Кубок світу      | 2-ге  |
| 4  | 2016–17 | 2 грудня 2016   | Ліллегаммер (Норвегія)  | 1,3 км спринт К | Етап Кубка світу | 3-тє  |
| 5  | 2016–17 | 11 грудня 2016  | Давос (Швейцарія)       | 1,6 км спринт В | Кубок світу      | 3-тє  |
| 6  | 2016–17 | 14 січня 2017   | Добб'яко (Італія)       | 1,3 км спринт В | Кубок світу      | 3-тє  |
| 7  | 2016–17 | 8 березня 2017  | Драммен (Норвегія)      | 1,2 км спринт К | Кубок світу      | 3-тє  |
| 8  | 2016–17 | 17 березня 2017 | Квебек (Канада)         | 1,5 км спринт В | Етап Кубка світу | 3-тє  |
| 9  | 2017–18 | 13 січня 2018   | Дрезден (Німеччина)     | 1,2 км спринт В | Кубок світу      | 1-ше  |
| 10 | 2017–18 | 3 березня 2018  | Лахті (Фінляндія)       | 1,4 км спринт В | Кубок світу      | 3-тє  |
| 11 | 2017–18 | 16 березня 2018 | Фалун (Швеція)          | 1,4 км спринт В | Етап Кубка світу | 1-ше  |

#### П'єдестали в командних дисциплінах
- 5 п'єдесталів – (1 Ес, 4 КС)

| № | Сезон   | Дата           | Місце пров.             | Перегони                      | Рівень      | Місце | Тов. по команді                     |
| - | ------- | -------------- | ----------------------- | ----------------------------- | ----------- | ----- | ----------------------------------- |
| 1 | 2009–10 | 6 грудня 2009  | Дюссельдорф (Німеччина) | 6 × 0,8 км командний спринт В | Кубок світу | 2-ге  | Інгемарсдоттер                      |
| 2 | 2016–17 | 15 січня 2017  | Добб'яко (Італія)       | 6 × 1,3 км командний спринт В | Кубок світу | 2-ге  | Інгемарсдоттер                      |
| 3 | 2016–17 | 22 січня 2017  | Ульрісегамн (Швеція)    | Естафета 4 × 5 км К/В         | Кубок світу | 3-тє  | Інгемарсдоттер / Henriksson / Калла |
| 4 | 2017–18 | 14 січня 2018  | Дрезден (Німеччина)     | 6 × 1,2 км командний спринт В | Кубок світу | 2-ге  | Нільссон                            |
| 5 | 2018–19 | 10 лютого 2019 | Лахті (Фінляндія)       | 6 × 1,4 км командний спринт К | Кубок світу | 3-тє  | Settlin                             |